# Bystjärnen, Medelpad
Bystjärnen är en sjö i Sundsvalls kommun i Medelpad och ingår i Ljungans huvudavrinningsområde. Sjön har en area på 0,131 kvadratkilometer och ligger 76,1 meter över havet.

## Delavrinningsområde
Bystjärnen ingår i det delavrinningsområde (690254-156991) som SMHI kallar för Utloppet av Bystjärnen. Medelhöjden är 124 meter över havet och ytan är 2,74 kvadratkilometer. Det finns inga avrinningsområden uppströms utan avrinningsområdet är högsta punkten. Vattendraget som avvattnar avrinningsområdet har biflödesordning 4, vilket innebär att vattnet flödar genom totalt 4 vattendrag innan det når havet efter 41 kilometer. Avrinningsområdet består mestadels av skog (68 procent) och jordbruk (18 procent). Avrinningsområdet har 0,13 kvadratkilometer vattenytor vilket ger det en sjöprocent på 4,6 procent.